# Шантрињ
Шантрињ (фр. Chantrigné) насеље је и општина у западној Француској у региону Лоара, у департману Мајен која припада префектури Мајен.
По подацима из 2011. године у општини је живело 612 становника, а густина насељености је износила 32,87 становника/km². Општина се простире на површини од 18,62 km². Налази се на средњој надморској висини од 120 метара (максималној 285 m, а минималној 97 m).

## Демографија
| 1962. | 1968. | 1975. | 1982. | 1990. | 1999. | 2011. |
| ----- | ----- | ----- | ----- | ----- | ----- | ----- |
| 720   | 731   | 651   | 606   | 594   | 588   | 612   |

График промене броја становника у току последњих година